# Constel·lació Esportiva

Constel·lació Esportiva

Constel·lació Esportiva (auch fehlerhaft Constelació Esportiva geschrieben) ist ein ehemaliger andorranischer Fußballverein aus der Hauptstadt Andorra la Vella. 

## Geschichte
Der Verein nahm 1998 bis 2000 am Spielbetrieb in der Primera Divisió teil. In der ersten Saison gelang ihm mit 35 Punkten der fünfte Platz. Im folgenden Jahr dominierte er die Liga ohne Punktverlust und wurde mit 70:6 Toren Meister. Im gleichen Jahr gelang ihm der Pokalsieg, als er den FC Encamp im Finale am 4. Juni 2000 mit 6:0 besiegte.
Im Sommer 2000 wurde der Verein seitens des nationalen Verbands beschuldigt, Spieler von anderen andorranischen Klubs abwerben zu wollen. Außerdem gab es finanzielle Unregelmäßigkeiten. So hieß es, der Verein schulde dem Verband Geld, da er unter anderem gegen die Verbandsregularien verstieß, als er die Einnahmen aus den Europapokalspielen nicht mit den anderen Klubs des Verbandes teilen wollte und einbehielt. Der Klub wurde daher zunächst vom Spielbetrieb ausgeschlossen und im November des Jahres erfolgte der Zwangsabstieg und sieben Jahre Spielverbot. Der eigentliche (sportliche) Absteiger Sporting Club d’Escaldes durfte in der Liga verbleiben.

## Europapokalbilanz
| Saison  | Wettbewerb | Runde                  | Gegner         | Gesamt | Hin      | Rück    |
| ------- | ---------- | ---------------------- | -------------- | ------ | -------- | ------- |
| 2000/01 | UEFA-Pokal | 1. Qualifikationsrunde | Rayo Vallecano | 00:16  | 0:10 (H) | 0:6 (A) |

Gesamtbilanz: 2 Spiele, 2 Niederlagen, 0:16 Tore (Tordifferenz −16)

## Erfolge
- Andorranischer Meister: 2000
- Andorranischer Pokal: 2000